# Frías (Argentyna)
Frías – miasto w Argentynie, położone w zachodniej części prowincji Santiago del Estero.

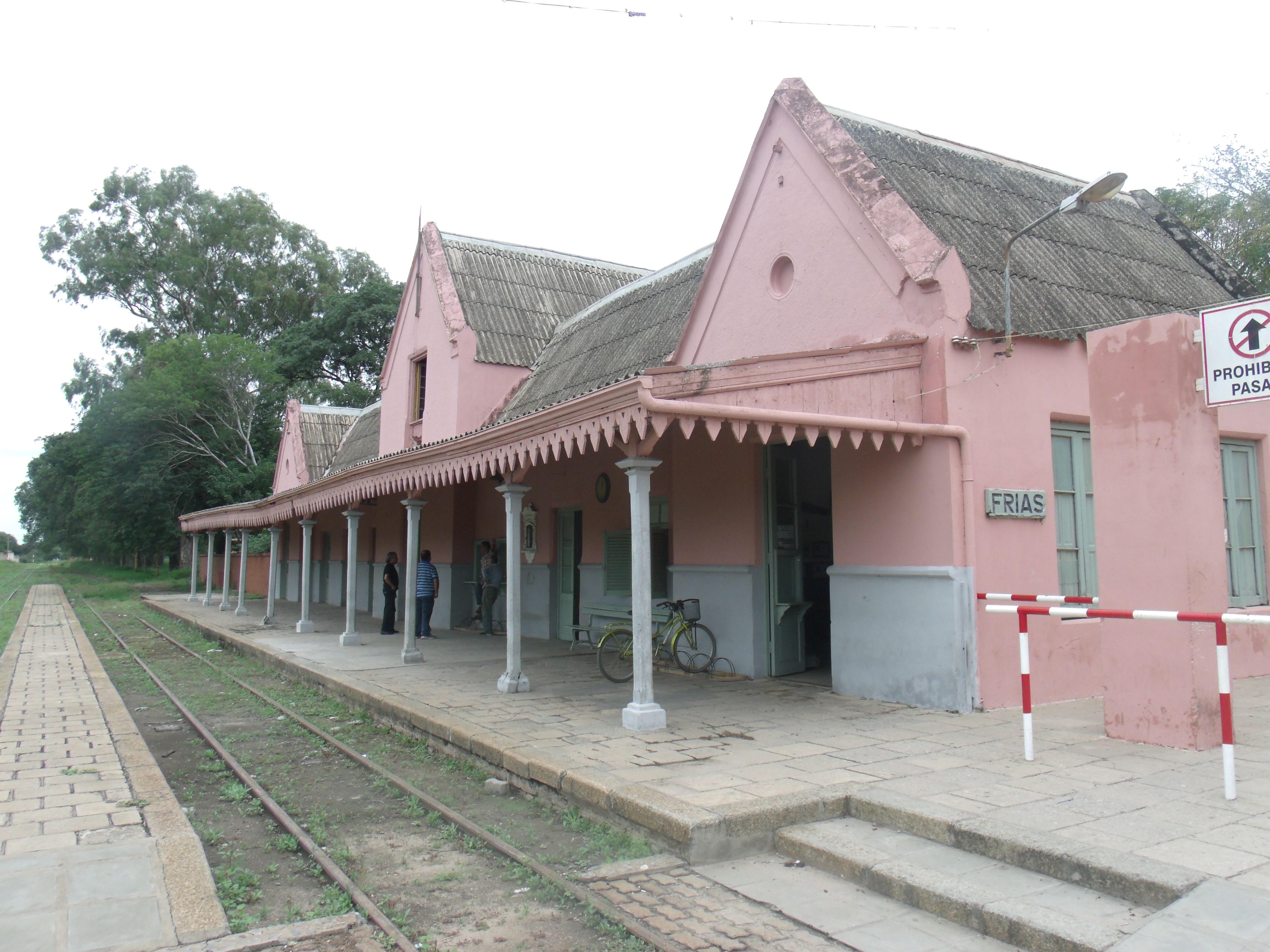
Stacja kolejowa Frías

## Opis
Miejscowość została założona 24 września 1874 roku. W mieście znajduje się krajowy port lotniczy, węzeł drogowy-RP6 i RN157 i stacja kolejowa. 